# Brigata Italia

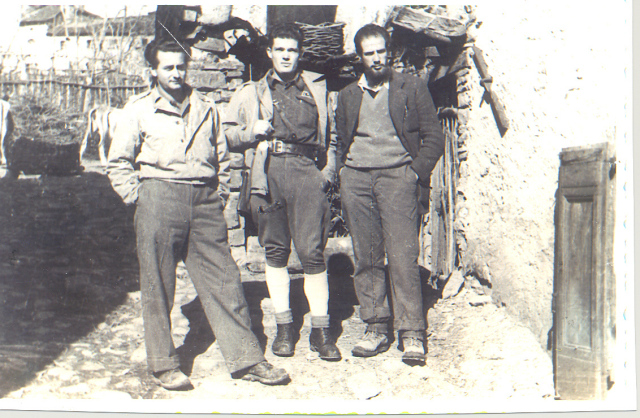
I comandanti della Brigata Italia: (da sinistra) Ermanno Gorrieri (Claudio), Luigi Paganelli (Lino) e Giovanni Manfredi

La Brigata Italia fu una brigata partigiana di ispirazione cattolica operante a Modena dopo l'8 settembre 1943 comandata da Ermanno Gorrieri detto "Claudio". Tra gli appartenenti alla Brigata Italia si ricordano don Elio Monari e Mario Allegretti (entrambi decorati con la medaglia d'oro al valor militare) e don Gabriele Amorth.

## Unità
La Brigata Italia Montagna, comandata da Luigi Paganelli (nome di battaglia "Lino"), faceva parte della Divisione Modena Montagna.
La Brigata Italia Pianura, comandata da Alfonso Bucciarelli, faceva parte della Divisione Modena Pianura.

## Formazione
L'organico della Brigata Italia, nell'aprile 1945, era di 1.606 unità, così suddivise:
- Brigata Italia Montagna (totale 972 unità):
  - Btg.Comando e Servizi (177 unità)
  - 1º Btg. Mobile (104 unità)
  - 2º Btg. I Modino (152 unità)
  - 3º Btg. II Modino (114 unità)
  - 4º Btg. Polinago (135 unità)
  - 5º Btg. Pedemontano (163 unità)
  - 6º Btg. Est-Giardini (127 unità)
- Brigata Italia Pianura (totale 634 unità)
  - Btg.Comando e Servizi (46 unità)
  - 1ª Zona Carpi (46 unità)
  - 2ª Zona Mirandola (66 unità)
  - 3ª Zona Nonantola (101 unità)
  - 4ª Zona Modena (66 unità)
  - 5ª Zona Vignola (71 unità)
  - 6ª Zona Sassuolo (238 unità)

## Eccidio di San Giacomo Roncole

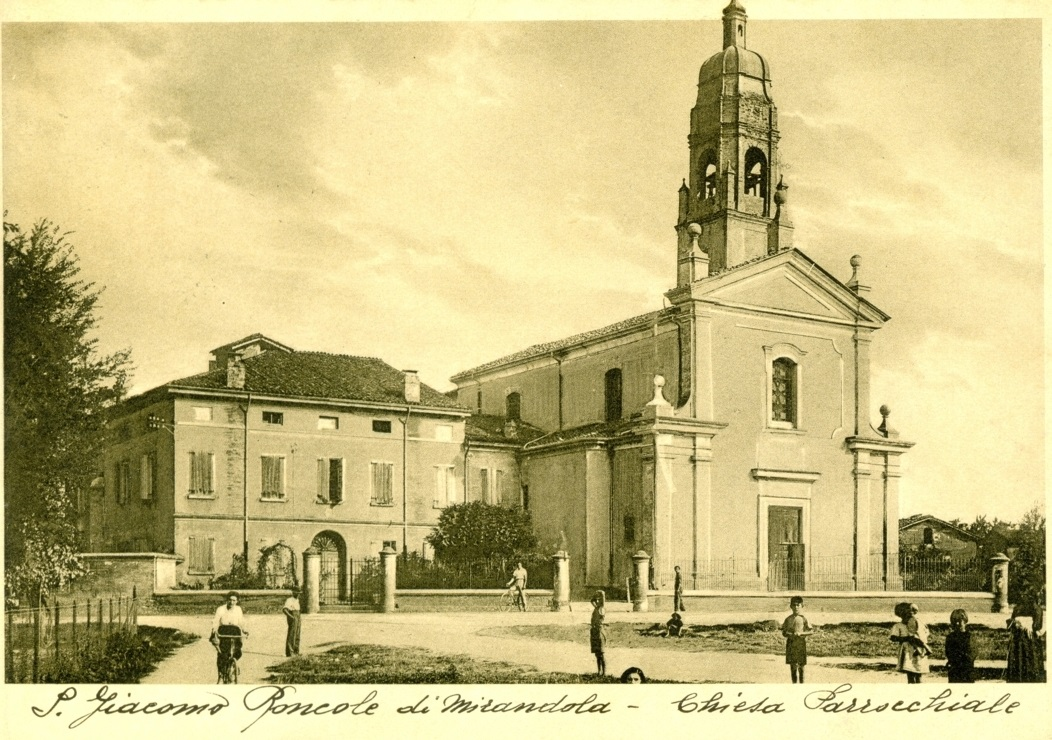
La canonica e la chiesa di San Giacomo Roncole

Uno dei simboli della resistenza cattolica modenese e dell'antifascismo democratico-cristiano è costituito dall'eccidio di San Giacomo Roncole, avvenuto il 30 settembre 1944 alle porte di Mirandola, quando i nazifascisti impiccarono per rappresaglia sei partigiani cattolici.
Il luogo non fu scelto a caso, in quanto San Giacomo Roncole è luogo simbolo della resistenza cattolica modenese e dell'opera di don Zeno Saltini, fondatore dell'Opera dei Piccoli Apostoli e ostile nei confronti del regime nazifascista, tanto da essere costretto all'esilio in Italia centrale. Tra le vittime, Giuseppe Campana "Cesare", Alfeo Martini, Luciano Minelli ed Enea Zanoli "Spartaco" sono stati insigniti postumi della medaglia d'argento al valor militare alla memoria.

## Filmografia
- Giulia Bondi, Era tutto molto naturale: Partigiani della Brigata Italia nella Resistenza modenese, Italia, 2016.